# シーソーゲーム 〜勇敢な恋の歌〜
『シーソーゲーム 〜勇敢な恋の歌〜』（シーソーゲーム ゆうかんなこいのうた）は、日本のバンド・Mr.Childrenによる9枚目のシングル。1995年8月10日にトイズファクトリーより発売された。

## 概要
前作『【es】 〜Theme of es〜』からわずか3か月後にリリース。ジャケットには簡素な猿のイラストと田原健一の字でタイトルが書かれており、桜井和寿はジャケットに猿の絵を使った理由を「映画も一件落着して新たな気持ちでリスタート、猿の気持ちでリスタート」と語っている。アートディレクターは信藤三雄。
本作でのCD売上金や印税は、発売年の1月に発生した阪神・淡路大震災の義援金に全て充てられた。

## チャート成績
Mr.Childrenでは2週目の売り上げ(29.9万枚)が最も高く、一番安定していた売上推移のシングル。自身の最高記録（合算週を含んでいない）のオリコンチャート3週連続1位を獲得、オリコン集計におけるノンタイアップシングル歴代1位の売上を記録した。
4thシングル『CROSS ROAD』から6作連続でミリオンセラーを達成。初週で56.2万枚、累計売上は198万枚。また、3週目の1位獲得と同時にオリコン集計によるシングル総売上が1000万枚を突破した。
2018年5月10日に各ストリーミングサービスで配信され、2021年10月には表題曲「シーソーゲーム 〜勇敢な恋の歌〜」のストリーム数が3000万回を突破・シルバー認定された。2023年1月にはゴールド認定された。

## 収録曲
| 全作詞・作曲: 桜井和寿、全編曲: 小林武史 & Mr.Children。 |                                                            |          |            |      |
| #                                                        | タイトル                                                   | 作詞     | 作曲・編曲 | 時間 |
| 1.                                                       | 「シーソーゲーム 〜勇敢な恋の歌〜」                        | 桜井和寿 | 桜井和寿   | 4:31 |
| 2.                                                       | 「フラジャイル」                                           | 桜井和寿 | 桜井和寿   | 5:10 |
| 3.                                                       | 「シーソーゲーム 〜勇敢な恋の歌〜 (Instrumental Version)」 | 桜井和寿 | 桜井和寿   | 4:29 |
| 合計時間:                                                | 合計時間:                                                  | 14:10    |            |      |

## 楽曲解説
1. シーソーゲーム 〜勇敢な恋の歌〜
  - ミュージック・ビデオをはじめ、楽曲自体もMr.Childrenが尊敬しているエルヴィス・コステロを意識した部分があるという[1][注 2]。
  - これまでのシングルでは小林武史が桜井にイントロや間奏などをアドバイスしながら共同で進めることが多かったものの、本楽曲では桜井がデモ作成段階で全体の構成をほぼ仕上げていた。なお、同曲のストリングスは生ではなく小林のシンセサイザーによるもの。
  - 「ライブで盛り上がる曲」というコンセプトで制作されたものの、桜井は「歌詞が何を言っているのかよく分からないから歌うのが恥ずかしい」らしく、実際にライブで披露される機会は滅多にない。実際、同年に行われた初のスタジアムツアー『Mr.Children STADIUM TOUR -Hounen Mansaku- 夏祭り1995 空[ku:]』以降はほとんど演奏されなくなっていた。その後は『Mr.Children HOME TOUR 2007 -in the field-』で約10年ぶりに披露され、初の映像化となった[注 3]。
  - 桜井曰く「またここで人生の過ちを繰り返すシーソーゲームというか…。分かっちゃいるけど、やめられないというか（笑）」とのこと[1]。最初に浮かんだ歌詞が「シーソーゲーム」「シー・ソー・キュート」で、それを軸に歌詞が完成したという。
  - ミュージック・ビデオは、1995年12月15日発売の『【es】 Mr.Children in FILM』、2018年3月21日発売の『Mr.Children DOME & STADIUM TOUR 2017 Thanksgiving 25』に収録されている。
  - 後に開催されたファンクラブ限定ツアー『Mr.Children FATHER&MOTHER 21周年ファンクラブツアー』の直前に行われた「会員が最もライブで聴きたい曲」では19位に選ばれた[3]。
2. フラジャイル
  - 仮タイトルは「ハルマゲドンはご機嫌斜め」[4]。
  - 1995年5月3日に渋谷で行われたゲリラライブからの音源で、原曲のスタジオ音源が存在しない。
  - 歌詞に「ドラえもん」が登場する。
  - 映画『【es】 Mr.Children in FILM』のオープニングにも収録されたが、映画版の方は短く編集されている[注 4][5]。
  - 桜井は「この曲は、当時話題になっていたニュースやなんかから、いろいろ触発されたというか。いろいろ考えたことがそのまま言葉になっているような気がします」と語っている[6]。
  - 鈴木英哉はアレンジをビートルズの「ヘルター・スケルター」風と語っている他、桜井も同年の4月～5月にかけて桑田佳祐と共に開催したライブ『“Acoustic Revolution with Orchestra” 奇跡の地球』と関係が深いと語っている[6]。
  - カップリング曲がアルバムからのリカットでないのは、5thシングル『innocent world』以来4作品ぶりとなる。

## テレビ出演
| 番組名                   | 日付          | 放送局     | 演奏曲 |
| ------------------------ | ------------- | ---------- | --- |
| FAN                      | 1995年6月9日  | 日本テレビ | CROSS ROAD everybody goes -秩序のない現代にドロップキック- 【es】 〜Theme of es〜 フラジャイル                                        |
| HEY!HEY!HEY! MUSIC CHAMP | 1995年7月24日 | フジテレビ | Dance Dance Dance everybody goes -秩序のない現代にドロップキック- シーソーゲーム 〜勇敢な恋の歌〜                                     |
| ミュージックステーション | 1995年8月4日  | テレビ朝日 | シーソーゲーム 〜勇敢な恋の歌〜 |
| COUNT DOWN TV            | 1995年8月19日 | TBS        | シーソーゲーム 〜勇敢な恋の歌〜 |
| HEY!HEY!HEY! MUSIC CHAMP | 1997年3月17日 | フジテレビ | Tomorrow never knows everybody goes -秩序のない現代にドロップキック- シーソーゲーム 〜勇敢な恋の歌〜 名もなき詩 Everything (It's you) |

## ライブ映像作品
シーソーゲーム 〜勇敢な恋の歌〜
| 作品名                                                   |
| -------------------------------------------------------- |
| Mr.Children "HOME" TOUR 2007 -in the field-              |
| ap bank fes '12 Fund for Japan                           |
| Mr.Children DOME & STADIUM TOUR 2017 Thanksgiving 25     |
| Mr.Children 30th Anniversary Tour 半世紀へのエントランス |

フラジャイル
| 作品名                     |
| -------------------------- |
| 【es】 Mr.Children in FILM |

## 収録アルバム
- 『LAND IN ASIA』 (#1)
- 『BOLERO』 (#1)
- 『Mr.Children 1992-1995』 (#1)
- 『Mr.Children 1992-2002 Thanksgiving 25』 (#1)
- 『Mr.Children 2011-2015』 (#1)(Liveバージョン)
- 『B-SIDE』 (#2)

## カバー
- シーソーゲーム 〜勇敢な恋の歌〜
  - 絢香（2013年、カバーアルバム『遊音倶楽部 〜1st grade〜』に収録）